# Электрокардиостимулятор
Электрокардиостимуля́тор (ЭКС) или просто кардиостимулятор, также иску́сственный води́тель ри́тма (ИВР) — медицинский прибор.
Основной задачей кардиостимулятора (водителя ритма) является поддержание или навязывание частоты сердечных сокращений пациенту, у которого сердце бьётся недостаточно часто или имеется электрофизиологическое разобщение между предсердиями и желудочками (атриовентрикулярная блокада). Также имеются специальные (диагностические) наружные кардиостимуляторы для проведения нагрузочных функциональных проб.

## История создания электрокардиостимуляторов
Впервые способность импульсов электрического тока вызвать сокращения мышцы заметил итальянец Гальвани. Позднее советские физиологи В. Ю. Чаговец и Н. Е. Введенский изучили особенности воздействия электрического импульса на сердце и предположили возможность использования их для лечения некоторых заболеваний сердца. В 1932 году Альберт Хаймен (Albert Hyman) создал первый в мире наружный электрокардиостимулятор и применил его в клинике для лечения больного, страдающего редким пульсом и потерями сознания. Это сочетание известно как синдром Морганьи — Адамса — Стокса (МЭС).
В 1951 году американские кардиохирурги Каллаган и Бигелоу использовали кардиостимулятор для лечения больной после операции, так как у неё развилась полная поперечная блокада сердца с редким ритмом и приступами МЭС. Однако у данного прибора имелся большой недостаток — он находился вне тела пациента, и импульсы к сердцу проводились по проводам через кожу.
В 1958 году шведские учёные (в частности, Руне Элмквист) создали имплантируемый, то есть полностью находящийся под кожей, кардиостимулятор (Siemens-Elema). Первые стимуляторы были недолговечными: их срок службы составлял от 12 до 24 месяцев.
В СССР история кардиостимуляции ведёт отсчёт с 1960 года, когда академик А. Н. Бакулев обратился к ведущим конструкторам страны с предложением о разработке медицинских аппаратов. И тогда в конструкторском бюро точного машиностроения (КБТМ) — ведущем предприятии оборонной отрасли, возглавлявшемся А. Э. Нудельманом, — начались первые разработки имплантируемых ЭКС (А. А. Рихтер, В. Е. Бельгов). В декабре 1961 года первый созданный в СССР стимулятор, ЭКС-2 («Москит»), был имплантирован академиком А. Н. Бакулевым больной с полной атриовентрикулярной блокадой. 

## Показания к применению
- Аритмия сердца
- Синдром слабости синусового узла (СССУ)
- Атриовентрикулярная блокада

## Методики стимуляции

### Наружная кардиостимуляция
Наружная кардиостимуляция может быть использована для первичной стабилизации больного, но она не исключает имплантацию постоянного кардиостимулятора. Методика заключается в размещении двух пластин стимулятора на поверхности грудной клетки. Один из них обычно располагается на верхней части грудины, второй — слева сзади практически на уровне последних ребер. При прохождении электрического разряда между двумя пластинами он вызывает сокращение всех мышц, расположенных на его пути, в том числе сердца и мышц грудной стенки.
Пациент с наружным стимулятором не может быть оставлен без присмотра на длительное время. Если пациент находится в сознании, применение этого вида стимуляции вызовет у него дискомфорт вследствие частого сокращения мышц грудной стенки. К тому же стимуляция мышц грудной стенки ещё не означает стимуляцию сердечной мышцы. В целом метод недостаточно надёжен, поэтому применяется редко.

### Временная эндокардиальная стимуляция (ВЭКС)
Стимуляция производится через зонд-электрод, проведённый по центральному венозному катетеру в полость сердца. Операция установки зонда-электрода проводится в стерильных условиях, наилучшим вариантом является использование для этого одноразовых стерильных наборов, включающих собственно зонд-электрод и средства его доставки. Дистальный конец электрода устанавливается в правом предсердии или правом желудочке. Проксимальный конец снабжен двумя универсальными клеммами для подключения к любому пригодному наружному стимулятору.
Временная кардиостимуляция часто используется для спасения жизни пациента, в том числе как первый этап перед имплантацией постоянного водителя ритма. При определённых обстоятельствах (например в случае острого инфаркта миокарда с преходящими нарушениями ритма и проводимости или в случае временных нарушений ритма/проводимости вследствие передозировки медикаментов) пациент после осуществления временной стимуляции не будет переведён на постоянную.

### Имплантация постоянного кардиостимулятора
Имплантация постоянного водителя ритма — это малое оперативное вмешательство, оно проводится в рентгеноперационной. Пациенту не осуществляется наркоз, производится только местное обезболивание в области операции. Операция включает несколько этапов: разрез кожи и подкожной клетчатки, выделение одной из вен (чаще всего — латеральной подкожной вены руки, она же v. cephalica), проведение через вену одного или более электродов в камеры сердца под рентгеновским контролем, проверку параметров установленных электродов с помощью наружного прибора (определение порога стимуляции, чувствительности и др.), фиксацию электродов в вене, формирование в подкожной клетчатке ложа для корпуса кардиостимулятора, подключение стимулятора к электродам, ушивание раны.
Обычно корпус стимулятора располагают под подкожной жировой клетчаткой грудной клетки. В России принято имплантировать стимуляторы слева (правшам) или справа (левшам и в ряде других случаев — например при наличии рубцов кожи слева), хотя вопрос о размещении решается в каждом случае индивидуально. Наружная оболочка стимулятора крайне редко вызывает отторжение, так как её изготавливают из титана или специального сплава, являющегося инертным для тела.

### Чреспищеводная кардиостимуляция
Для диагностических целей иногда применяется также метод чреспищеводной электрокардиостимуляции (ЧПЭС) В зависимости от целей исследования можно выделить два варианта проведения исследования:
- стресс-тест для сердечно-сосудистой системы (цель — выявление ИБС);
- неинвазивное электрофизиологическое исследование сердца.

Зачастую оба варианта проведения исследования могут выполняться последовательно одному и тому же пациенту.
Стресс тест для сердечно сосудистой системы проводится как замена нагрузочной велоэргометрической или тредмил-пробы. Смысл данного исследования состоит в том, что с помощью стимуляции сердцу навязывается более высокая частота ритма, большая, чем естественная частота работы сердца пациента в покое. Обычно это последовательные включения стимулятора длительностью от 20 до 60 сек. с частотой, соответственно, 100, 120, 140, и 160 в 1 мин. Таким образом, сердце работает с повышенной частотой, вследствие чего имитируется совершение пациентом физической нагрузки, что позволяет выявить наличие ИБС и определить предположительную тяжесть заболевания.
Неинвазивное электрофизиологическое исследование сердца применяется у пациентов с подозрением на нарушения функции синусового узла, у пациентов с преходящими нарушениями атривентрикулярной проводимости, пароксизмальными нарушениями ритма, подозрением на наличие дополнительных проводящих путей (ДПП).
Пациент лежит на кушетке. Через нос (реже — через рот) ему вводят в пищевод специальный двух- или трёхполюсный зонд-электрод, устанавливают этот зонд в пищеводе на уровне, где с пищеводом соприкасается левое предсердие. В этой позиции осуществляют стимуляцию импульсами напряжением, как правило, от 5 до 15 В, близость левого предсердия к пищеводу позволяет навязать таким образом ритм сердцу.
В качестве водителя ритма используются специальные наружные приборы-кардиостимуляторы, например ЧЭЭКСП. В настоящее время все большее распространение получают не отдельные стимуляторы, а комплексные системы на базе ПК, включающие стимуляторы и систему наблюдения ЭКГ.
Стимуляция проводится по разным методикам с разной целью. Принципиально существует учащающая стимуляция (частоты близки к частотам собственного ритма), частая (от 140 до 300 имп./мин.), сверхчастая (от 300 до 1000 имп./мин.), а также программированная (в этом случае выдается не «сплошной ряд» стимулов, а их группы («пачки», «залпы», в англоязычной терминологии burst) с разной частотой, запрограммированные по специальному алгоритму).
Чреспищеводная стимуляция является относительно безопасным методом диагностики, так как воздействие на сердце происходит кратковременно и мгновенно прекращается при выключении стимулятора. Стимуляция с частотами более 170 имп./мин. производится в течение 1—2 сек., что также вполне безопасно.
Тем не менее, в процессе выполнения исследования в некоторых случаях возможно развитие осложнений, таких например как индукция тяжелых аритмий в виде желудочковых тахикардий или фибрилляции предсердий с высокой частотой проведения к желудочкам. Последнее особенно опасно у пациентов с WPW-синдромом, имеющих высокоактивные ДПЖС (дополнительные предсердно-желудочковые соединения), так как может привести к развитию фибрилляции желудочков, остановке кровообращения и смерти пациента. Именно поэтому кабинет для проведения ЧПЭС должен быть в обязательном порядке оснащен дефибриллятором.
Могут также развиваться и менее тяжелые осложнения, такие, как носовые кровотечения, ущемление зонда-электрода в носовых ходах, затянувшийся приступ стенокардии, редко — ОНМК вследствие повышения АД в связи с негативной эмоциональной реакцией пациента на исследование.
Диагностическая эффективность ЧПЭС при различных заболеваниях различна. Поэтому исследование проводится только по строгим показаниям. В случаях, когда ЧПЭС не дает полной и/или исчерпывающей информации, пациенту приходится проводить инвазивное ЭФИ сердца, что существенно труднее и дороже, проводится в условиях рентгеноперационной и сопряжено с введением катетера-электрода в полость сердца.
Методом чреспищеводной электростимуляции иногда осуществляется и лечение: купирование пароксизмального трепетания предсердий (но не мерцательной аритмии) или некоторых видов наджелудочковых пароксизмальных тахикардий, также может использоваться в качестве временной электрокардиостимуляции при брадиаритмиях, сопровождающихся редким пульсом, таких, как синдром слабости синусового узла и полная AV-блокада (III степени). В последнем случае должна выполняться чреспищеводная желудочковая стимуляция, которая, в отличие от предсердной, требует большей энергии стимуляции и более глубокого положения зонда в пищеводе.

## Основные функции кардиостимулятора
Кардиостимулятор представляет собой прибор в герметичном металлическом корпусе небольшого размера. В корпусе располагается батарея и микропроцессорный блок. Все современные стимуляторы воспринимают собственную электрическую активность (ритм) сердца, и если возникает пауза либо иное нарушение ритма/проводимости в течение определенного времени, прибор начинает генерировать импульсы для стимуляции миокарда. В противном случае — при наличии адекватного собственного ритма — кардиостимулятор импульсов не генерирует. Эта функция ранее называлась «по требованию» или «on demand».
Энергия импульсов измеряется в джоулях, однако на практике применяется шкала напряжения (в вольтах) для имплантируемых кардиостимуляторов и шкалы напряжения (в вольтах) или тока (в амперах) — для наружных стимуляторов.
Существуют имплантируемые кардиостимуляторы с функцией частотной адаптации. Они снабжены сенсором, воспринимающим физическую активность пациента. Чаще всего сенсор — это акселерометр, датчик ускорений. Однако встречаются также сенсоры, определяющие физическую активность в соответствии с минутной вентиляцией легких или по изменению параметров электрокардиограммы (интервала QT) и некоторые другие. Информация о движении тела человека, полученная с сенсора, после обработки процессором стимулятора управляет частотой стимуляции, позволяя адаптировать её к потребностям пациента во время физической нагрузки.
Некоторые модели кардиостимуляторов могут отчасти предупреждать возникновение аритмии (фибрилляцию и трепетание предсердий, пароксизмальные наджелудочковые тахикардии и др.) за счет специальных режимов стимуляции, в том числе overdrive pacing (принудительного учащения ритма относительно собственного ритма пациента) и прочих. Но показано, что эффективность этой функции невелика, следовательно, наличие кардиостимулятора в общем случае не гарантирует устранения аритмии.
Современные электрокардиостимуляторы могут накапливать и сохранять данные о работе сердца. В последующем врач с помощью специального компьютерного аппарата — программатора — может считать эти данные и проанализировать ритм сердца, его нарушения. Это помогает назначить грамотное медикаментозное лечение и подобрать индивидуальные параметры стимуляции. Проверка работы имплантированного кардиостимулятора с программатором должна производиться не реже 1 раза в 6 месяцев, иногда — и чаще.

## Система маркировки стимуляторов
Кардиостимуляторы бывают однокамерные (для стимуляции только желудочка или только предсердия, один провод), двухкамерные (для стимуляции и предсердия и желудочка, два провода) и трёхкамерные (для проведения стимуляции правого предсердия и обоих желудочков, три провода). Кроме того применяются имплантируемые кардиовертеры-дефибрилляторы.
В 1974 году была выработана система трёхбуквенных кодов для описания функций стимуляторов. По разработчику код назван ICHD (Intersociety Commission on Heart Disease).
В последующем создание новых моделей ЭКС привело к появлению пятибуквенного кода ICHD и его трансформации затем в пятибуквенный код имплантируемых систем электрического воздействия на ритм сердца —- ЭКС, кардиовертеров и дефибрилляторов в соответствии с рекомендациями Британской группы по изучению электрокардиостимуляции и электрофизиологии (British Pacing and Electrophysiology Group — BREG) и Северо-Американского общества электрокардиостимуляции и электрофизиологии (North American Society of Pacing and Electrophysiology — NASPE). Окончательный действующий ныне код называется NASPE/BREG (NBG).
В России традиционно применяется нечто вроде комбинированной кодировки: для режимов стимуляции, не имеющих частотной адаптации, применяется трехбуквенный код ICHD, а для режимов с частотной адаптацией — первые 4 буквы кода NASPE/BREG (NBG).
Согласно коду NBG:
| Номер позиции            | 1                                                   | 2                                                   | 3                                                        | 4                                | 5                              |
| Категория                | Стимулируемая камера                                | Детектируемая камера                                | Ответ на воспринятый импульс                             | Параметры частотной адаптации    | Параметры ответа на тахикардию |
| Код                      | O = нет, A = предсердие, V = желудочек, D = (A + V) | O = нет, A = предсердие, V = желудочек, D = (A + V) | O = нет, T = стимулирование, I = подавление, D = (T + I) | O = нет, R = частотная адаптация | O = нет, D = (Pacing + Shock)  |
| Маркировка производителя | S = одно из (A или V)                               | S = одно из (A или V)                               |                                                          |                                  |                                |

Обозначения в данной таблице — это сокращения английских слов.
А — atrium, V — ventricle, D — dual, I — inhibition, S — single (в позициях 1 и 2), T — triggering, R — rate-adaptive.
Например, согласно этой системе VAT будет означать: стимулятор в режиме детекции ритма предсердия и стимуляции желудочка в режиме биоуправления, без частотной адаптации.
Наиболее распространённые режимы стимуляции:
- VVI — однокамерная желудочковая стимуляция по требованию (по старой российской номенклатуре «R-запрещаемая стимуляция желудочка»);
- VVIR — то же с частотной адаптацией;
- AAI — однокамерная предсердная стимуляция по требованию (по старой российской номенклатуре «P-запрещаемая стимуляция предсердия»);
- AAIR — то же с частотной адаптацией;
- DDD — двухкамерная предсердно-желудочковая биоуправляемая стимуляция;
- DDDR — то же с частотной адаптацией.

Последовательная стимуляция предсердия и желудочка называется секвенциальной.
VOO/DOO — асинхронная стимуляция желудочка/асинхронная секвенциальная стимуляция (в клинической практике как постоянная не применяется, возникает в особых случаях работы стимулятора, например при магнитном тесте или при наличии внешних электромагнитных помех. Чреспищеводная кардиостимуляция чаще всего проводится в режиме AOO (формально это не противоречит стандартным обозначениям, хотя предсердие при эндокардиальной стимуляции имеется в виду правое, а при ЧПЭС — левое).
Совершенно очевидно, что, например, стимулятор типа DDD принципиально возможно программно перевести в режим VVI или VAT. Таким образом, код NBG отражает и принципиальную способность данного кардиостимулятора и режим работы прибора в каждый момент времени (например, ИВР типа DDD, работающий в режиме AAI). Двухкамерные стимуляторы зарубежных и некоторых отечественных производителей обладают кроме всего прочего функцией «переключения режимов» (switch mode — стандартное международное наименование). Так, например, при развитии у пациента с имплантированным ИВР в режиме DDD мерцательной аритмии, стимулятор переключается в режим DDIR и т. д. Это сделано для обеспечения безопасности пациента.
Ряд производителей ИВР расширяет данные правила кодирования для своих стимуляторов. Так например Sorin Group применяет для ИВР типа Symphony режим, обозначаемый как AAIsafeR (а также AAIsafeR-R). Принципиально похожий режим фирма Medtronic для своих ИВР Versa и Adapta обозначает AAI<=>DDD и т. д..

## Двухжелудочковая стимуляция (BVP, biventricular pacing)
При некоторых заболеваниях сердца возможна ситуация, когда предсердия, правый и левый желудочки сокращаются несинхронно. Такая асинхронная работа приводит к снижению производительности сердца как насоса и ведёт к развитию сердечной недостаточности, недостаточности кровообращения.
При данной методике (BVP) стимулирующие электроды помещаются в правое предсердие и к миокарду обоих желудочков. Один электрод располагается в правом предсердии, в правом желудочке электрод находится в его полости, а к левому желудочку он подводится через венозный синус.
Такой вид стимуляции называется также кардиоресинхронизирующей терапией (CRT).
Путём подбора параметров последовательной стимуляции предсердия и левого и правого желудочка в ряде случаев удаётся устранить диссинхронию и улучшить насосную функцию сердца. Как правило для подбора действительно адекватных параметров у таких приборов требуется не только перепрограммирование и наблюдение за пациентом, но и контроль одновременно эхокардиографии (с определением параметров сердечного выброса, в том числе VTI — интеграла объемной скорости кровотока).
В наше время могут быть применены и комбинированные устройства, обеспечивающие РСТ, функции ИКД, ну и конечно стимуляцию при брадиаритмиях. Однако стоимость подобных устройств до сих пор весьма велика, что сдерживает их применение.

## Имплантируемые кардиовертеры-дефибрилляторы (ИКД, ИКВД)
Остановка кровообращения у пациента может произойти не только при остановке водителя ритма сердца или развитии нарушений проведения (блокад), но и при фибрилляции желудочков или при желудочковой тахикардии.
Если человек по этой причине имеет высокий риск остановки кровообращения, ему имплантируют кардиовертер-дефибриллятор. Кроме функции стимуляции при брадисистолических нарушениях ритма он имеет функцию прерывания фибрилляции желудочков (а также трепетания желудочков, желудочковой тахикардии). С этой целью, после распознавания опасного состояния, кардиовертер-дефибриллятор наносит разряд от 12 до 35 Дж, что в большинстве случаев восстанавливает нормальный ритм либо по крайней мере купирует жизнеугрожающие нарушения ритма. Если первый разряд был неэффективен, аппарат может повторить его до 6 раз. Кроме того, современные ИКД помимо собственно разряда могут использовать различные схемы нанесения частой и залповой стимуляции, а также программированной стимуляции с различными параметрами. Это во многих случаях позволяет без нанесения разряда купировать жизнеугрожающие нарушения ритма. Тем самым, кроме клинического эффекта, достигается бо́льший комфорт для пациента (нет болезненного разряда) и экономия батареи прибора.

## Опасность от кардиостимулятора
Кардиостимулятор — это высокотехнологичный прибор, реализующий множество современных технических и программных решений. В нём в том числе предусмотрено обеспечение многоступенчатой безопасности.
При появлении внешних помех в виде электромагнитных полей стимулятор переходит в асинхронный режим работы, то есть перестает реагировать на эти помехи. Кроме того, большую роль в предотвращении ингибирования внешними помехами работы кардиостимулятора играет программирование конфигурации параметра чувствительности стимулируемой камеры на так называемую биполярную конфигурацию.
При развитии тахисистолических нарушений ритма двухкамерный стимулятор производит автоматическое переключение режимов из DDD(R)-режима в один из «полудвухкамерных» режимов (например, DDI(R), VDI) или в однокамерный (VVI(R)), чтобы обеспечить стимуляцию желудочка с безопасной частотой. После восстановления синусового ритма происходит автоматический возврат первично запрограммированного двухкамерного режима стимуляции.
При разряде батареи стимулятор отключает часть встроенных функций, чтобы обеспечить жизнеспасающую стимуляцию (VVI) ещё некоторое время (в среднем 3 месяца) — до замены батареи.
Кроме этого, применяются иные механизмы обеспечения безопасности пациента.
В последние годы широко обсуждается в СМИ возможность целенаправленного причинения вреда пациенту с кардиостимулятором, обладающим возможностью дистанционного обмена с программатором. Принципиально такая возможность существует, что было убедительно показано. Однако следует учесть:
- бо́льшая часть ныне применяемых зарубежных и все отечественные кардиостимуляторы требуют для программирования близкого контакта с головкой программатора, то есть не поддаются дистанционному воздействию вообще;
- потенциальный хакер должен иметь в своем распоряжении сведения о кодах обмена с кардиостимулятором, которые являются технологическим секретом фирмы-производителя, что не является существенным препятствием. Попытка воздействовать на стимулятор без этих кодов приведет к тому, что он, как при любых прочих недетерминируемых помехах, перейдет в асинхронный режим и перестанет вообще воспринимать внешнюю информацию, следовательно, не нанесёт вреда;
- сами возможности воздействия стимулятора на сердце конструктивно ограничены из соображений безопасности;
- хакер должен знать, что у данного пациента имеется стимулятор вообще, конкретной марки, в частности, а также — что данному пациенту по его состоянию здоровья вредны конкретные воздействия.

Таким образом, опасность подобного покушения на пациента представляется невысокой. Вероятно, производители ИВР примут в дальнейшем меры по криптографической защите протоколов дистанционного обмена.

## Отказ кардиостимулятора
Принципиально, как и любой иной прибор, кардиостимулятор может отказать. Однако с учётом высокой надёжности современной микропроцессорной техники и наличием у стимулятора дублированных систем безопасности — это происходит крайне редко, вероятность отказа составляет сотые доли процента. Вероятность отказа с принесением вреда пациенту ещё меньше.
Следует поинтересоваться у своего врача — как будет проявляться отказ конкретного стимулятора и что предпринимать в этом случае.
Однако само наличие в организме инородного тела — тем более электронного прибора — всё же требует от пациента соблюдения определённых мер безопасности.

## Правила поведения для пациента с кардиостимулятором
Любой пациент с кардиостимулятором должен соблюдать некоторые ограничения:
- запрещается подвергаться воздействию мощных магнитных и электромагнитных полей, полей СВЧ, а также и непосредственному воздействию любых магнитов вблизи места имплантации;
- при лучевой терапии категорически запрещено подвергать облучению область, в которой находится кардиостимулятор или имплантируемый кардиовертер-дефибриллятор, поскольку воздействие ионизирующего излучения может привести к выходу имплантата из строя.
- запрещается подвергаться воздействию электрического тока;
- запрещается выполнять магнитно-резонансную томографию (МРТ). В 2011 году на рынок вышли несколько систем стимуляции, которые позволяют выполнять МРТ при соблюдении определённых условий, в настоящее время количество МРТ-совместимых систем стимуляции постоянно растет;
- запрещается использовать бо́льшую часть методов физиотерапии (прогревания, магнитотерапию и т. д.) и многие косметологические вмешательства, связанные с электрическим воздействием (конкретный перечень нужно уточнять у врачей);
- запрещается проводить ультразвуковое исследование (УЗИ) с направлением луча на корпус стимулятора;
- запрещается наносить удары в грудь в область имплантации стимулятора, пытаться смещать аппарат под кожей;
- запрещается применять монополярную электрокоагуляцию при хирургических вмешательствах (в том числе эндоскопических), применение биполярной коагуляции должно быть максимально ограничено, в идеале — не применяться совсем. В 2013 году в Российском национальном исследовательском медицинском университете защищена диссертация и проведено клинико-экспериментальное исследование, сделавшее возможным применение монополярной электрокоагуляции у пациентов с кардиостимулятором при соблюдении определенных условий

Мобильный или иной беспроводной телефон желательно не подносить ближе 20—30 см к стимулятору, следует держать его в другой руке. Аудиоплеер лучше также не располагать вблизи от стимулятора. Можно пользоваться компьютером и подобными ему устройствами, в том числе портативными. Можно выполнять любые рентгеновские исследования, в том числе компьютерную томографию (КТ).
Можно работать по дому или на участке, использовать инструмент, в том числе электроинструмент, при условии его исправности (чтобы не было поражения электрическим током). Следует ограничить применение перфораторов и электродрелей, а также газонокосилок. Косить вручную и колоть дрова следует с осторожностью, при возможности лучше отказаться от этого.
Можно заниматься физкультурой и спортом, избегая контактно-травматических его видов и не допуская вышеупомянутого механического воздействия на область стимулятора. Нежелательны большие нагрузки на плечевой пояс. В первые 1—3 месяца после имплантации желательно ограничить движения рукой со стороны имплантации, избегая резких подъёмов выше горизонтальной линии и резких отведений в сторону. Через 2 месяца указанные ограничения обычно снимаются. Разрешается заниматься плаванием.
Средства контроля в магазинах и аэропортах («рамки») испортить стимулятор не могут, однако желательно либо совсем не проходить их (для чего предъявить охране карточку владельца кардиостимулятора), либо сократить пребывание в зоне их действия до минимума.
Пациент с кардиостимулятором должен своевременно являться к врачу для проверки прибора с использованием программатора. Крайне желательно знать про себя: марку (название) имплантированного прибора, дату и повод имплантации.

## Кардиостимулятор на ЭКГ
Работа кардиостимулятора существенно меняет картину электрокардиограммы (ЭКГ). При этом работающий стимулятор так изменяет форму комплексов на ЭКГ, что по ним становится невозможно судить о чём-либо. В частности, работа стимулятора может маскировать ишемические изменения и инфаркт миокарда. С другой стороны, так как современные стимуляторы работают «по требованию», отсутствие признаков работы стимулятора на электрокардиограмме ещё не означает его поломку. Хотя нередки случаи, когда средний медицинский персонал, а иногда и врачи при этом без должных оснований заявляют пациенту «у Вас не работает стимулятор», что сильно нервирует больного. Помимо этого, длительное наличие правожелудочковой стимуляции меняет и форму собственных комплексов ЭКГ, иногда имитируя ишемические изменения. Этот феномен носит название «синдром Шатерье».
Таким образом, интерпретация ЭКГ при наличии кардиостимулятора затруднена и требует специальной подготовки; при подозрении на острую патологию сердца (ишемию, инфаркт) их наличие/отсутствие следует подтверждать другими методами (чаще — лабораторным). Критерием правильной/неправильной работы стимулятора чаще является не обычная ЭКГ, а проверка с программатором и в ряде случаев суточное ЭКГ-мониторирование.

### ЭКГ-заключение у пациента с кардиостимулятором
При описании ЭКГ у пациента с имплантированным ИВР (искусственным водителем ритма) указывается:
- наличие кардиостимулятора;
- режим его работы, если это известно или однозначно (следует учесть, что у двухкамерных стимуляторов возможны различные режимы работы, переход между которыми может осуществляться непрерывно, в том числе beat-to-beat, то есть в каждом сокращении);
- описание собственных комплексов (при их наличии) по стандартам обычной ЭКГ (обязательно указывать в расшифровке, что интерпретация проводится по собственным комплексам);
- суждение о нарушении работы ИВР («нарушение функции детекции», «нарушение функции стимуляции», «нарушение электронной схемы»), если на это есть основания.

При описании суточного ЭКГ у пациента с ИВР указывается:
- соотношение ритмов (сколько времени регистрировался какой ритм, в том числе ритм ИВР в режиме);
- частоты ритма по обычным правилам описания холтеровского монитора;
- стандартная расшифровка данных монитора;
- сведения о выявленных нарушениях работы ИВР («нарушение функции детекции», «нарушение функции стимуляции», «нарушение электронной схемы»), если на это есть основания, при этом все типы выявленных нарушений, а при небольшом количестве эпизодов — и все эпизоды должны быть иллюстрированы в заключении распечаткой фрагментов ЭКГ в описываемый момент времени. В случае отсутствия признаков нарушения функции ИВР допустима запись «признаков нарушения функции ИВР не выявлено».

Следует учесть, что при анализе работы современных ИВР целый ряд функций (гистерезис, псевдо-Венкебах, переключение режимов и прочие ответы на тахикардию, MVP и т. д.) могут имитировать неправильную работу стимулятора. Причем не существует способов отличить правильную работу от неправильной по ЭКГ. Врач функциональной диагностики, если он не имеет специальной подготовки по программированнию стимуляторов и не имеет в своём распоряжении исчерпывающих данных о запрограммированных режимах данного конкретного ИВР у данного пациента, не вправе выносить окончательные суждения об адекватности работы ИВР (кроме случаев явного нарушения функций прибора). В сомнительных случаях следует направлять пациентов на консультации по месту программирования/проверки ИВР.

## Рекорды долголетия
Джон Эванс прожил 112 лет, кардиостимулятор ему был установлен в 108 лет.
Эмилио Маркес Флорес прожил 113 лет, кардиостимулятор ему поставили в возрасте 101 год.
Арне Ларссон (1915—2001) был первым пациентом, которому установили кардиостимулятор в 1958 году, после этого он прожил ещё 43 года, он сменил 26 кардиостимуляторов.